# Hannah Prock
Hannah Prock, född 2 februari 2000, är en österrikisk rodelåkare.

## Karriär
Prock tävlade för Österrike vid olympiska vinterspelen 2018 i Pyeongchang, där hon slutade på 17:e plats i damernas singel i rodel. Vid olympiska vinterspelen 2022 i Peking slutade Prock på femte plats i damernas singel.